# Нижнетренчинские говоры

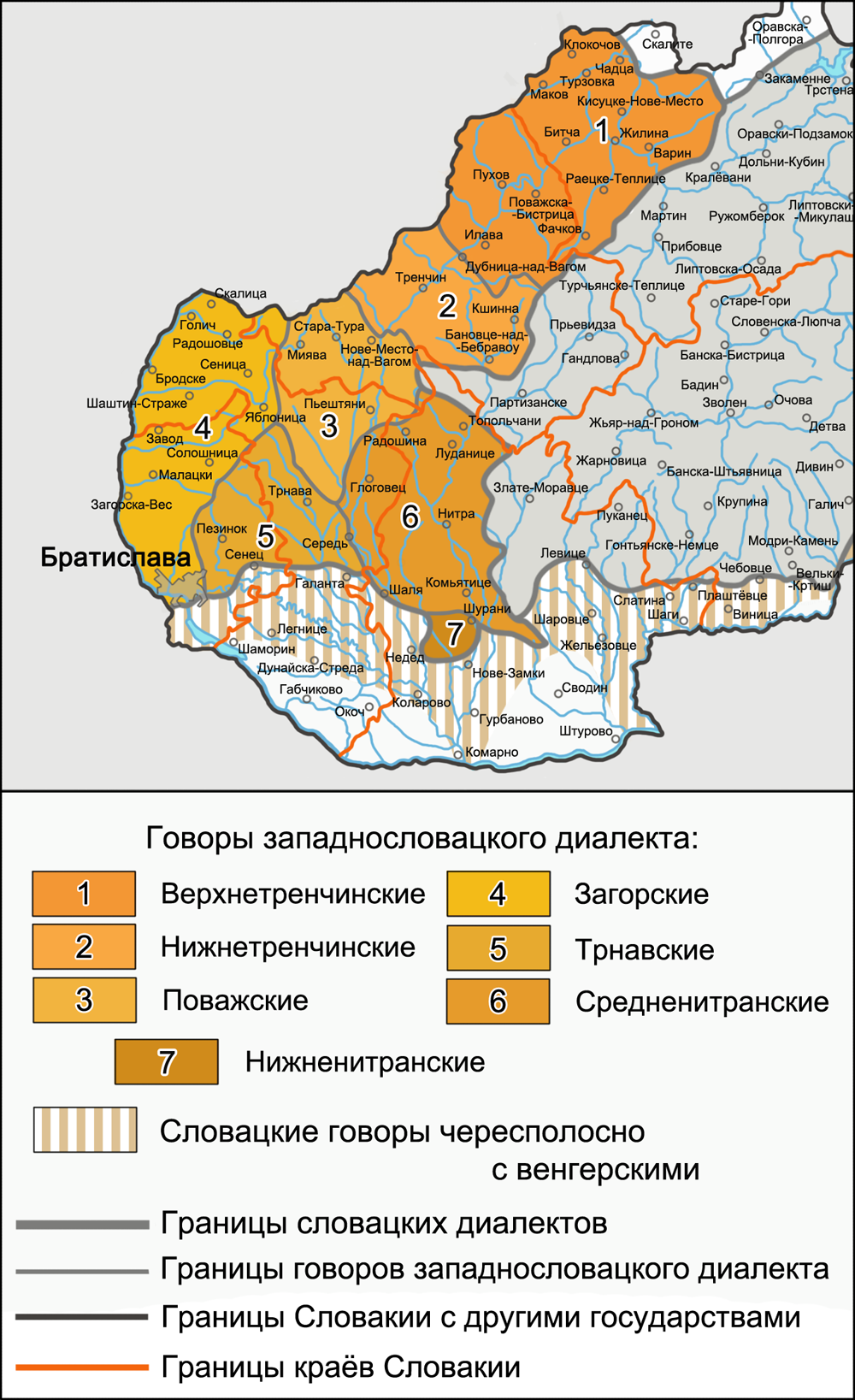
Нижнетренчинские говоры на карте западнословацкого диалекта

Нижнетре́нчинские го́воры (также нижнетренчинский диалект, южнотренчинские говоры, южнотренчинский диалект; словац. dolnotrenčianske nárečia, juhotrenčianske nárečia) — говоры западнословацкого диалекта, распространённые в центральных районах Тренчинского края Словакии (в северной части западнословацкого диалектного ареала). Входят вместе с верхнетренчинскими и поважскими в число северных западнословацких говоров согласно классификации, опубликованной в «Атласе словацкого языка» (Atlas slovenského jazyka). В части классификаций словацких диалектов нижнетренчинские говоры занимают единый ареал, в котором не выделяют меньших диалектных районов. В издании «Диалектология словацкого языка» (2012) К. В. Лифанова в нижнетренчинском ареале особо выделяется восточная область. Р. Крайчович относит к нижнетренчинским подъяворинские говоры, обычно включаемые в поважский ареал, а восточные (бановские) говоры выделяет как переходный ареал в составе среднесловацкого диалекта.
Название нижнетренчинским говорам (как и верхнетренчинским) дано по наименованию исторического Тренчинского комитата, в границах которого произошло формирование данных говоров.
Особенностью нижнетренчинских говоров является ощутимое влияние, оказанное на их языковую систему, со стороны среднесловацкого диалекта, характерное и для остальных северных западнословацких говоров. Так, например, среди фонетических черт, сходных со среднесловацкими, отмечается распространение мягких согласных ť и ď; наличие дифтонгов (ограниченное), из которых шире всего распространён дифтонгi̯e.

## Классификация

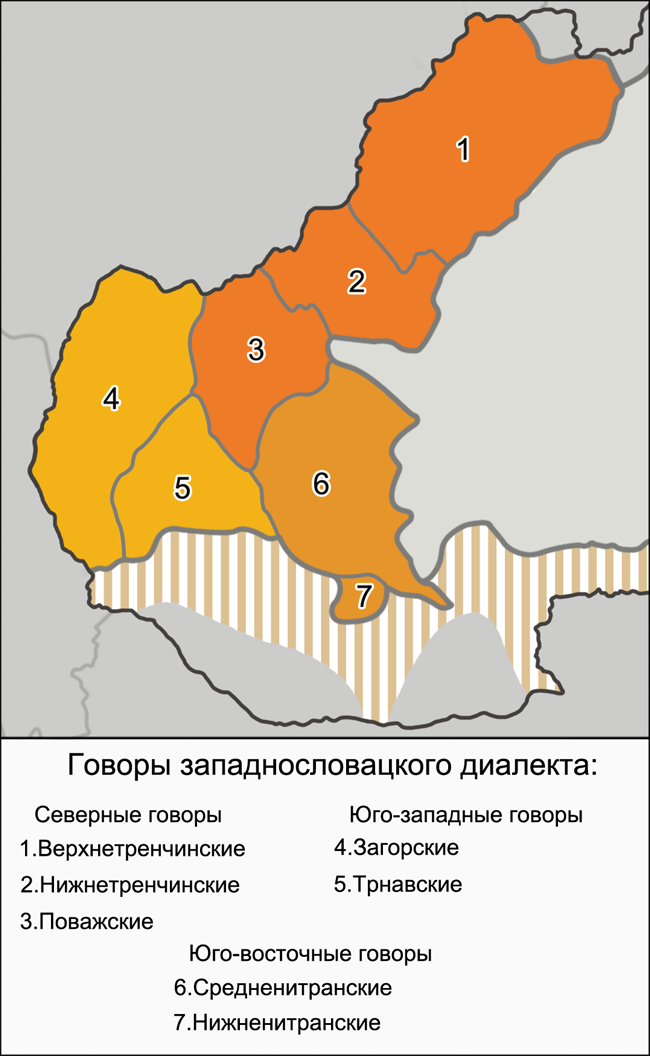
Классификация западнословацкого диалекта («Атлас словацкого языка»)

Распространение в нижнетренчинских говорах таких типичных среднесловацких диалектных черт, как употребление мягких согласных ť, ď, ň и отчасти наличие дифтонгов не даёт оснований для включения данных говоров в среднесловацкий диалектный ареал, поскольку их генетическая принадлежность определяется прежде всего по распространению в их языковой системе праславянских рефлексов и некоторых более поздних языковых явлений, которые являются по происхождению западнословацкими (сохранение групп tl, dl; изменение сочетаний *orT-, *olT- в roT-, loT-; рефлекс редуцированных в сильной позиции — гласный e и т. д.).
Во всех вариантах классификаций словацких диалектов нижнетренчинские говоры относят к группе северных говоров западнословацкого диалекта. В то же время очертания ареала нижнетренчинских говоров определяются в тех или иных классификациях по-разному. Различным является также и состав северного западнословацкого ареала, что отражается на различии в числе говоров, определяемых как наиболее близкие к нижнетренчинским.

## Диалектные особенности

### Фонетика
1. Нижнетренчинские говоры сближаются с говорами среднесловацкого диалекта по наличию и в тех, и в других мягких согласных ť и ď. Исторически в нижнетренчинском, как и в соседнем верхнетренчинском ареале, произошла ассибиляция мягких ť и ď (ť > ć, ď > ȝ́), но позднее в нижнетренчинских говорах (в отличие от верхнетренчинских) на месте ассибилированных согласных вновь развились мягкие согласные ť и ď в тех же позициях, что и в среднесловацком диалекте: ďeďina, seďem, oťi̯ec, robiť, preňňi и т. д.
2. В нижнетренчинских говорах в отличие от верхнетренчинских не сохранилась мягкая согласная ľ: leto, xvíla, slúbiť, posťel, robili и т. д.
3. Наличие дифтонгов, которые распространены в нижнетренчинских говорах более ограниченно в сравнении со среднесловацким диалектом и с соседними верхнетренчинскими говорами.
  - наиболее широко распространён дифтонг i̯e с возможным продлённым слоговым компонентом — i̯é: bi̯eda, ďi̯eťa, mli̯eko, xli̯ép, naši̯éj, luďi̯é;
  - частично распространён дифтонг u̯o, при этом параллельно в нижнетренчинских говорах отмечаются те же лексемы, в которых в тех же позициях вместо u̯o находится недифтонгизированная долгая гласная ó, причём нередко ó встречается в исключительном употреблении: nu̯ož / nóž, stu̯ol / stól, ku̯oň / kóň, mój, vóla, móžem;
  - отсутствие дифтонгов i̯a и i̯u: práťel, mesác, dlaňám, lepšá, lepšú, tŕňú.

Для говоров восточной части нижнетренчинского ареала (город Бановце-над-Бебравоу и его окрестности) характерны языковые явления, возникшие под влиянием среднесловацкого диалекта:
1. Наличие закона ритмического сокращения: dávam, xválim, či̯erni, krásam.
2. Распространение большого числа лексем, в которых отмечаются рефлексы редуцированных, сходные со среднесловацкими: dášť, xṛbát, max, raš, doska.
3. Вставной гласный o в причастиях на -l мужского рода с суффиксом -u̯: padou̯, mohou̯, išou̯.
4. Билабиальная u̯ на конце слога и слова, которая в некоторых случаях может переходить в ú или u: stou̯ka, pokri̯eu̯ka, prú, prujše (при среднесловацком pṛu̯), krú (при среднесловацком kṛu̯), brúno (при среднесловацком bṛu̯no), jagžu (при среднесловацком jagžiu̯).

Для говоров западной части нижнетренчинского ареала (город Тренчин и его окрестности) характерны языковые явления западнесловацкого происхождения:
1. Отсутствие реализации ритмического закона.
2. Распространение лексем, отражающих в основном западнословацкие рефлексы носовых.
3. Вставной гласный e в причастиях на -l мужского рода с суффиксом -l: padel, mohel, išel / iši̯él.
4. Отсутствие билабиальной u̯ на конце слога и слова.